# Kiratpur
Kiratpur è una suddivisione dell'India, classificata come municipal board, di 55.310 abitanti, situata nel distretto di Bijnor, nello stato federato dell'Uttar Pradesh. 
| Controllo di autorità | VIAF (EN) 139678905 · LCCN (EN) n89263459 · GND (DE) 7519155-6 · J9U (EN, HE) 987007567420605171 |